# Yi Jianlian
Yi Jianlian (kineski: 易建联; Pinyin: Yì Jiànlián; Heshan, Guangdong, 27. listopada 1987.) kineski je profesionalni košarkaš. Igra na poziciji krilnog centra, a trenutačno je član NBA momčadi New Jersey Netsa. Izabran je kao šesti izbor NBA drafta 2007. od strane Milwaukee Bucksa. Iako je za Buckse prethodno odbijao potpisati, ali je na kraju nakon dugih pregovora ipak potpisao ugovor. Postojale su mnoge kontroverze oko njegovog datuma rođenja, ali službeno se uzima 27. listopada 1987., iako Jianlian odbija razgovarati na tu temu.

## Karijera u Kini
Yi je jedino dijete oca Yi Jingliua i majke Mai Meiling, bivših profesionalnih rukometaša. Iako nisu htjeli da Yi pohađa sportsku školu, njegov košarkaški trener zapazio ga je uličnoj košarci, i nagovorio njega i njegovu obitelj da se počne profesionalno baviti košarkom. 
U nadi da će potpisati unosan ugovor, Adidas ga je pozvao na All-American utakmicu u New Jerseyu, gdje je igrao protiv igrača svoje dobi. Godinu kasnije nakon povratka u Kinu, Yi je potpisao za prvu momčad Guangdong Southern Tigersa i u svojoj rookie sezoni u prosjeku postizao 3.5 poena i 1.9 skokova. U četiri utakmice CBA finala u prosjeku je postizao 7.3 poena i 7.3 skokova i na kraju osvojio nagradu za novaka godine. U sljedeće tri godine vodio je Guandgong Tigerse do tri uzastopna naslova prvaka Kine. U posljednjoj sezoni je u kineskom prvenstvu prosječno bilježio 24.9 poena i 11.5 skokova.

## NBA

### Dolazak u NBA
Yi nije očekivao da će se prijaviti na NBA draft prije 2009. godine, zbog toga što mora uz dozvolu kluba dobiti i dozvolu Kineskog košarkaškog saveza, koji mu također mora dati izuzeće od pravila da se kineski košarkaši na draft ne mogu prijaviti prije nego što navrše 22 godine. Yi je dobio dopuštenje svojeg kluba i odlučio se je prijaviti na NBA draft 2007. godine. Još uoči održavanja NBA drafta bilo je poznato kako Yi u NBA ligi želi zaigrati samo u nekom većem gradu s dobrom zastupljenošću kineske populacije. 
Međutim, na draftu su ga na kao šestim izborom uzeli Milwaukee Bucksi (oni su znali dani nisu na listi poželjnih klubova) i odlučili se ipak kockati s rizikom. Njegov agent Dan Fegan i izvršni direktor Bucksa Larry Harris vodili su borbu oko njegove budućnosti. Fegan je sve pokušavao ne bi li Harrisa nagovorio da prava na Yia proda nekom drugom klubu koji ispunjava gore spomenute uvjete, no Bucksi su bili neumoljivi. U cijelu priču uključio se i klub u Kini za koji je Yi nastupao. Predsjednik Guangdong Tigersa, Chen Haitao tako je kazao kako klub Yia ni u kom slučaju neće pustiti u Milwaukee i to da Bucksi pod košem imaju Andrewa Boguta i Charlieja Villaneuvu, dvojicu relativno mladih i već u ovom trenutku dobrih igrača pokraj kojih bi se Yi teško izborio za startne minute. 
Na kraju svega, Yi je ipak potpisao višegodišnji ugovor Bucksima.

### Rookie sezona
Yi je svoju rookie sezonu započeo u startnoj petorci Bucksa. Debitirao je u porazu od Charlotte Bobcats s 2 poena i 2 skoka. U sljedećoj utakmici protiv Chicago Bullsa postigao je 16 poena i 8 skokova. Tu utakmicu u Kini je pratilo više od 100 milijuna gledatelja. Utakmicu između Houston Rocketsa i Milwaukee Bucksa gledalo je oko 100-200 milijuna Kineza, zbog prvog međusobnog dvoboja između Yia i Minga. Houston je pobijedio rezultatom 104:88, a oba su se igrača istaknula odličnim nastupima. Ming je bio najbolji strijelac Houstona s 28 poena, dok je Yi bio drugi najučinkovitiji igrač Bucksa s 19 poena.
Yi je u prosincu nakon odličnih nastupa (12.1 poen i 6.6 skokova) izabran za novaka mjeseca i učinka karijere od 29 poena uz deset skokova za domaću pobjedu Bucksa nad Charlotteom 103-99. Iz igre je šutirao sjajnih 14 od 17. U siječnju je izabran na NBA All-Star utakmicu novaka i sophomorea. 
Yi je u gostima kod Washington Wizardsa odigrao samo pet minuta i četrdeset sekundi zbog istegnuća ligamenata koljena. Uz to je bio propustio već osam utakmica sezone i ukupno odigrao samo 66 utakmica (od mogućih 82) u svojoj rookie sezoni. Sezonu je završio u prosjecima od 8.6 poena (šut iz igre 42%) i 5.2 skoka po utakmici. 

### New Jersy Nets
Uoči NBA drafta 2008., New Jersey Netsi i Milwaukee Bucksi obavili su razmjenu igrača. Bucksi su dobili drugog strijelca Netsa svih vremena Richarda Jeffersona, dok je Yi zajedno s Bobbyjem Simmonsom otišao u Netse. Tako je Yi (iako nije očekivao da će biti razmjenjen) napustio franšizu Bucksa i otišao u grad s dobrom zastupljenošću kineske populacije. U prvih 37 utakmica odigranih za New Jersey, Yi je u prosjeku postizao 10.5 poena (uz šut od 39% iza linije za tricu) i 6.2 skoka. U prvoj međusobnoj utakmici nakon razmjene igrača između Milwaukeea i New Jerseyja, Yi utakmicu neće pamtiti po dobrome zbog loma malog prsta desne ruke. Zbog ozljede se očekivalo da će izbivati s parketa tri do četiri tjedna. U glasovanju za NBA All-Star utakmicu 2009. godine, Yi je dobio 356.556 glasova. Završio je na trećem mjestu (iza Paula Piercea i Chrisa Bosha) među igračima s Istoka.

## Kineska reprezentacija
Za kinesku reprezentaciju debitirao je na Olimpijskim igrama u Ateni 2004. godine. Tada je Yi bio najveći talent mlađih uzrasta kineske U-19 reprezentacije i smatralo se da će u budućnosti zajedno s Yao Mingom biti oslonac seniorske reprezentacije. Na Svjetskom prvenstvu u Japanu 2006. u prosjeku je postizao 6 poena i 6 skokova. Bio je član reprezentacije i na Olimpijskim igrama u Pekingu 2008. godine.

## Statistike

### CBA

#### Regularni dio
| Sezona    | Klub      | Odig. uta. | Skok. | Asist. | Postok. šuta % | Sl. bac.% | Poena |
| --------- | --------- | ---------- | ----- | ------ | -------------- | --------- | ----- |
| 2002./03. | Guangdong | 36         | 3.3   | 0.2    | .58            | .60       | 5.0   |
| 2003./04. | Guangdong | 28         | 5.9   | 0.5    | .517           | .741      | 9.7   |
| 2004./05. | Guangdong | 53         | 10.2  | 1.4    | .568           | .717      | 16.8  |
| 2005./06. | Guangdong | 52         | 9.7   | 1.2    | .574           | .754      | 20.5  |
| 2006./07. | Guangdong | 39         | 11.5  | 1.1    | .585           | .816      | 24.9  |
| Ukupno    |           | 172        | 9.6   | 1.1    | .570           | .783      | 18.6  |

### NBA

#### Regularni dio
| Godina    | Klub       | Odig. uta. | Uta. poč. | Min. | 2P%  | 3P%  | Sl. bac.% | Skok. | Asist. | Ukr. lop. | Blok. | Poena |
| --------- | ---------- | ---------- | --------- | ---- | ---- | ---- | --------- | ----- | ------ | --------- | ----- | ----- |
| 2007./08. | Milwaukee  | 66         | 49        | 25.0 | .421 | .286 | .841      | 5.2   | .8     | .6        | .9    | 8.6   |
| 2008./09. | New Jersey | 61         | 52        | 23.3 | .382 | .343 | .772      | 5.3   | 1.0    | .5        | .6    | 8.6   |
| Ukupno    |            | 127        | 101       | 24.2 | .402 | .335 | .810      | 5.3   | .9     | .5        | .7    | 8.6   |

## Vanjske poveznice
- Profil na NBA.com
- Profil na ESPN.com
- Profil  Arhivirana inačica izvorne stranice od 3. ožujka 2009. (Wayback Machine) na SI.com